# Peter Christian Petersen
Peter Christian Petersen (født 1785, død 3. november 1824) var en dansk klarinettist og kgl. kapelmusikus, far til Mozart Petersen.
Han var hoboist ved Fodgarden og blev ansat som klarinettist i Det Kongelige Kapel i 1813. Han var gift med Diderica Claudine Knudsen (ca. 1793-1871).